# Grete Heublein
Margarete »Grete« Heublein, nemška atletinja, * 29. januar 1908, Barmen, Nemško cesarstvo, † 2. marec 1997, Wuppertal, Nemčija.
Nastopila je na poletnih olimpijskih igrah v letih 1928 in 1932, kjer je obakrat osvojila peto mesto v metu diska, leta 1932 pa še šesto mesto v štafeti 4x100 m. Med letoma 1928 in 1931 je štirikrat zapored postavila svetovni rekord v suvanju krogle, držala ga je do leta 1934, 19. junija 1932 pa še svetovni rekord v metu diska, ki ga je Jadwiga Wajs izboljšala še isti dan.